# Kościół Santi Apostoli w Wenecji
Kościół Santi Apostoli (Kościół Świętych Apostołów) – rzymskokatolicki kościół w Wenecji w dzielnicy (sestiere) Cannaregio, dedykowany Dwunastu Apostołom. Administracyjnie należy do Patriarchatu Wenecji. Jest kościołem parafialnym w parafii Santi XII Apostoli. 
Na początku XVI wieku w tym kościele kilkakrotnie głosił kazania Bernardino Ochino, wikariusz generalny kapucynów, który później przeszedł na protestantyzm i w 1542 roku uciekł do Niemiec.
Z architektury kościoła wyróżnia się kampanila i kaplica rodu Corner, jedyne zachowane dzieło architektury wczesnorenesansowej w Wenecji.

## Historia

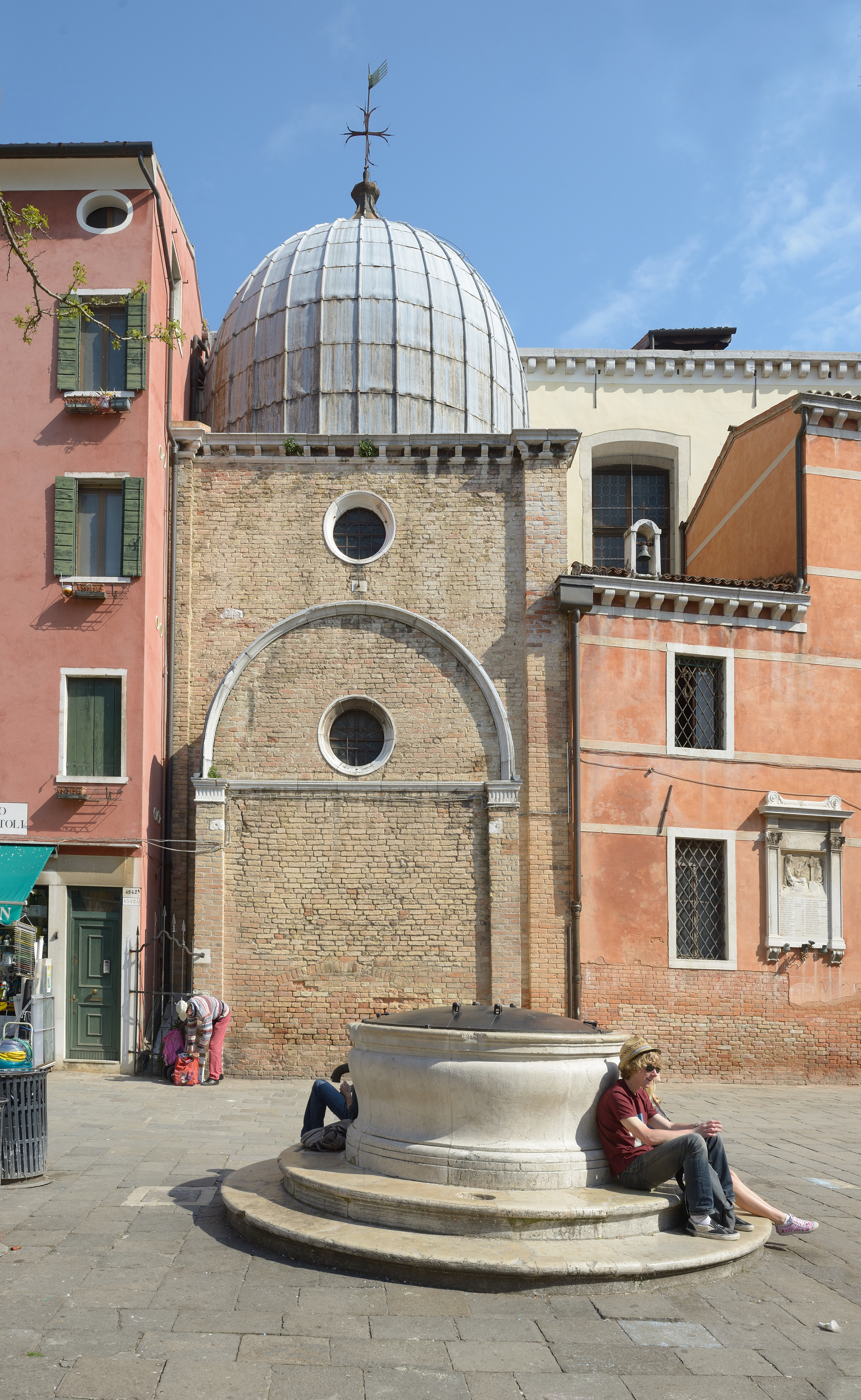
Kaplica Cornerów

Świątynia położona jest na jednym z najstarszych terenów osadniczych w Wenecji. Według tradycji jest jednym z kościołów założonych w 643 roku przez św. Magnusa, biskupa Oderzo. Został zbudowany na miejscu, w którym święty miał ujrzeć 12 żurawi, zgodnie ze wskazówką, jaką otrzymał od Dwunastu Apostołów, którzy mu się wcześniej objawili. Kościół został przebudowany około 1020 roku, natomiast pierwsza udokumentowana wzmianka o nim pochodzi z roku 1094. W 1106 roku został zniszczony przez pożar, po czym odbudowany. W latach 1483–1499 przy kościele zbudowano według projektu Maura Codussiego kaplicę, przeznaczoną dla rodziny królowej Cypru, Katarzyny Cornaro, która po śmierci w 1510 roku została tu pochowana. W kaplicy spoczęli również jej brat i ojciec, Marco. Około 1580 roku szczątki królowej zostały przeniesione do obszernego grobowca w kościele San Salvador.
Kościół  był pierwotnie trzynawową bazyliką, przylegającą prawym bokiem do placu, podobnie jak dziś. W 1549 roku miała miejsce jego kolejna, radykalna przebudowa, w trakcie której jego wnętrze zostało zmienione na jednonawowe. 
W latach 1570–1575 kościół został ponownie zmodernizowany, prawdopodobnie przez Alessandra Vittorię; następne przekształcenie miało miejsce w połowie XVIII wieku pod kierunkiem Giovanniego Pedolo. W tym czasie w jego sąsiedztwie pojawiły się kolejne obiekty, o różnym przeznaczeniu, które w istotny sposób zmieniły cały otaczający go układ urbanistyczny.

## Architektura

### Kościół
Surowa, pozbawiona ozdób fasada pozostała nieukończona. Po jej prawej stronie znajduje się niewielki budynek Scuoli degli Apostoli. Wzdłuż prawej ściany kościoła ciągnie się rząd budynków mieszkalnych, pomiędzy którymi usytuowano XV-wieczną kaplicę Cornerów, przykrytą ołowianą kopułą. Jest ona jedynym znaczącym, zachowanym przykładem XV-wiecznych przemian architektonicznych w Wenecji.

### Kampanila
Kampanila pochodzi z VII wieku. W 1105 roku zniszczył ją pożar. Została odbudowana w 1450 roku, po czym w latach 1601–1609 odnowiona przez Francesca di Piero. W 1659 roku uległa ponownie zniszczeniu, tym razem przez burzę, po czym w latach 1672–1720 przebudowano ją według projektu architekta Andrei Tirali. Elegancka komora dzwonna, która się w niej wówczas pojawiła, została zaprojektowana również przez niego. Kampanila ma 47 m wysokości i zestaw dzwonów z napędem elektromechanicznym.

## Wnętrze

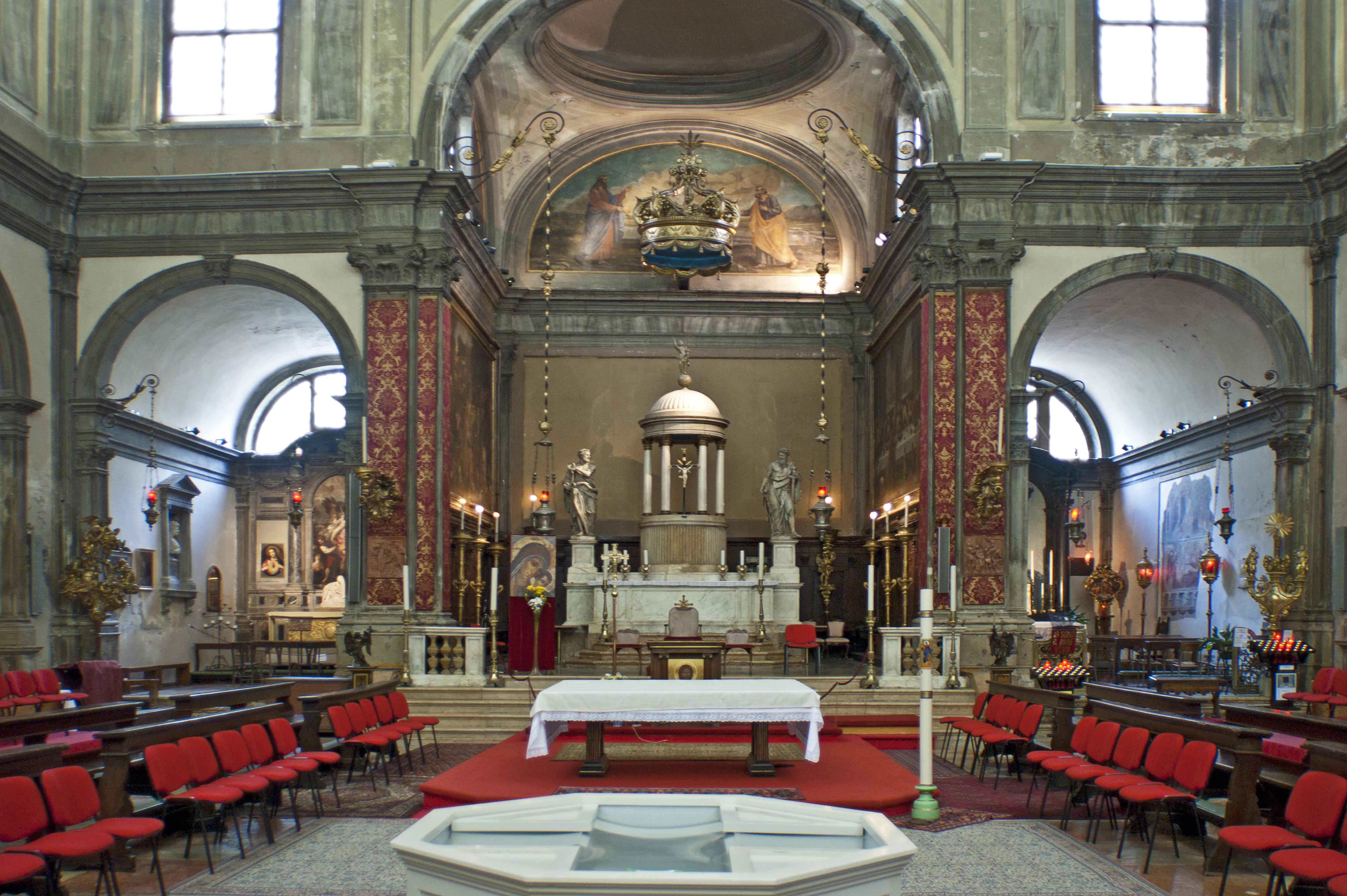
Wnętrze – prezbiterium i kaplice boczne

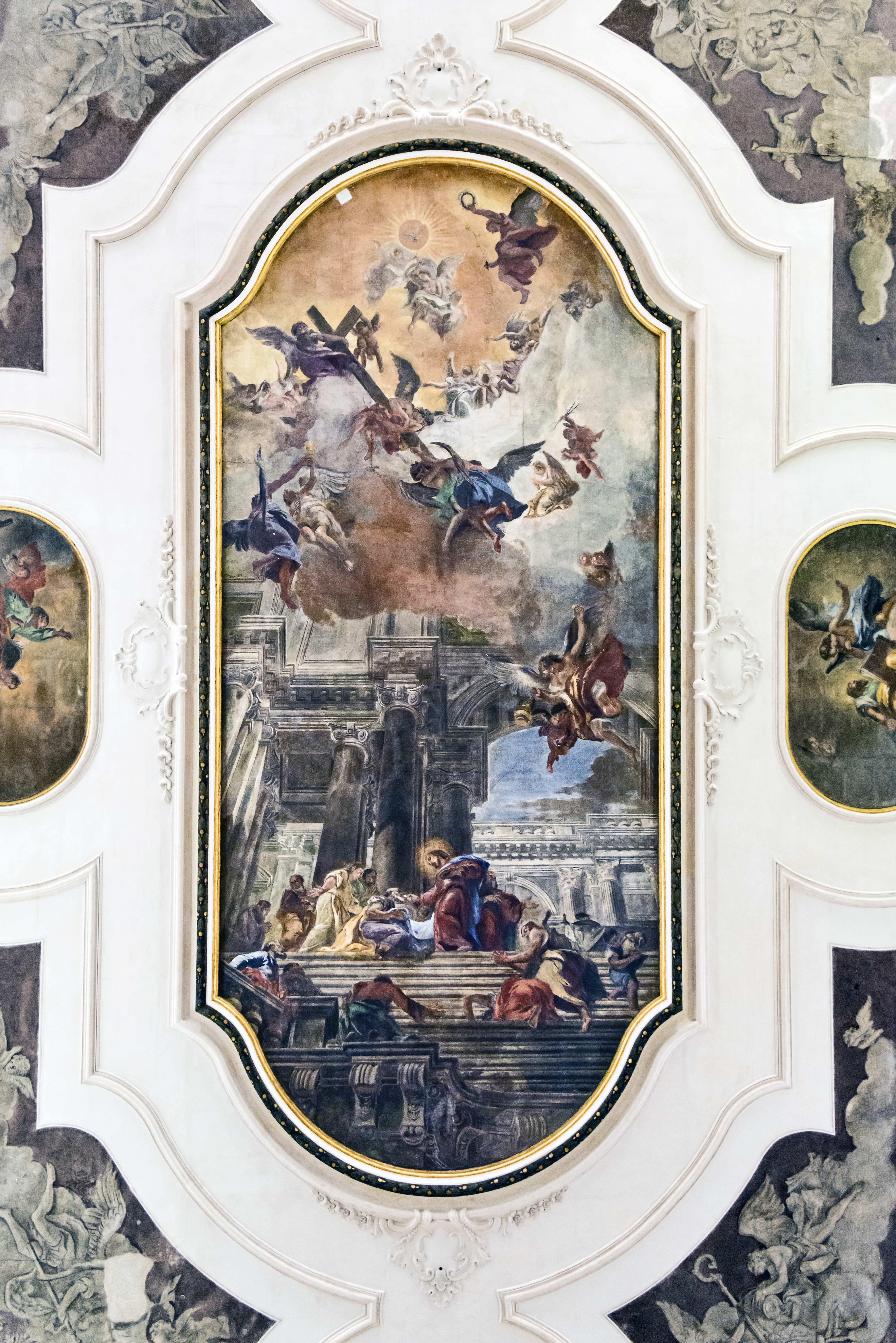
Fabio Canal, Komunia Apostołów

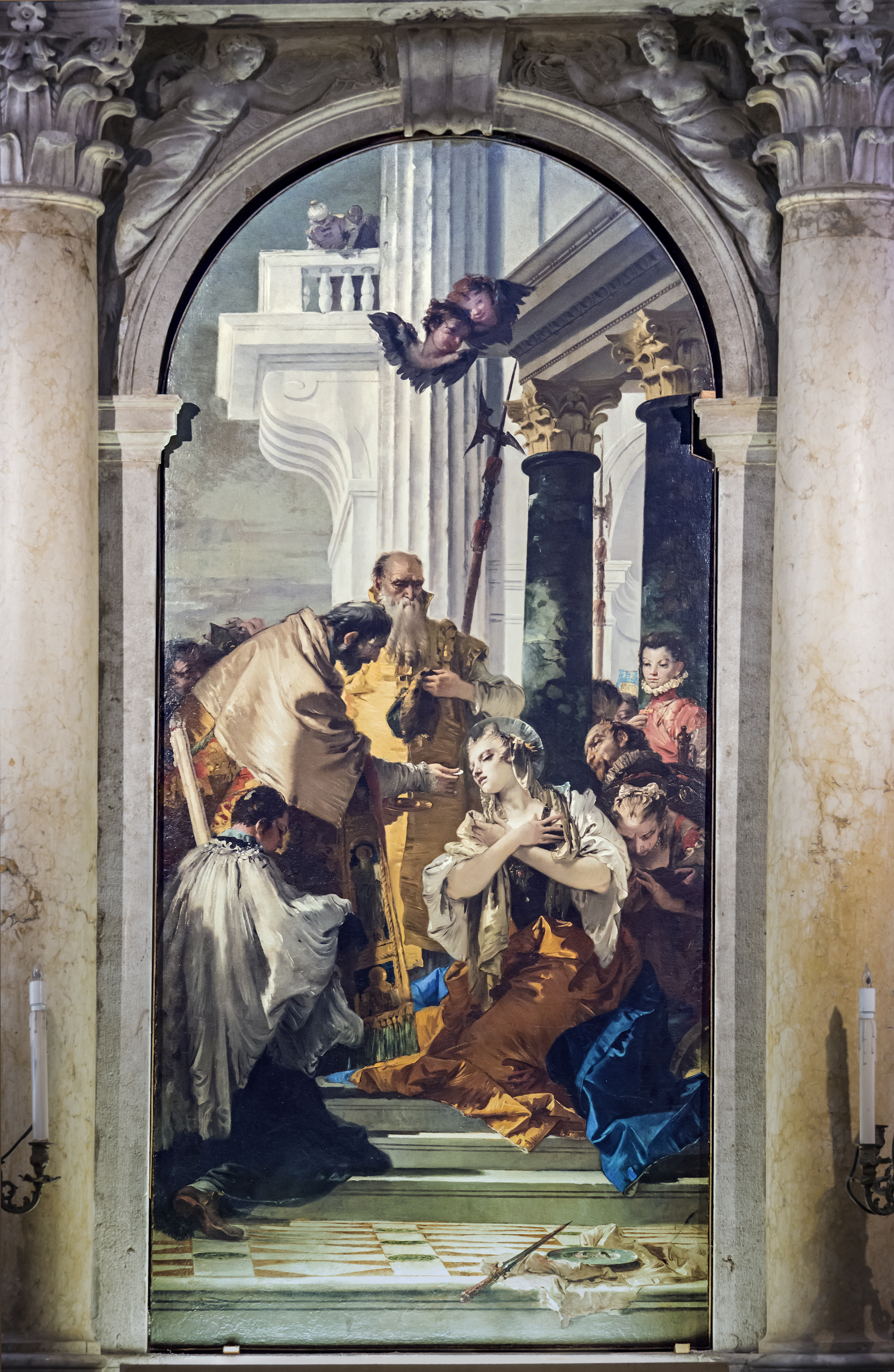
Giovanni Battista Tiepolo, Komunia św. Łucji

Wnętrze, będące rezultatem przebudowy z II połowy XVI wieku, składa się z jednej prostokątnej nawy, przy ścianach której wstawiono rząd ołtarzy, przedzielonych pilastrami. Na płaskim stropie widnieją freski: Komunia Apostołów i Uwielbienie Eucharystii oraz 4 owalne freski, przedstawiające Ewangelistów, wszystkie pędzla Fabia Canala. 

### Prezbiterium
W prezbiterium znajduje się ołtarz główny z tabernakulum w formie małej, okrągłej świątyni, dzieło Francesca Lazzari z początku XIX wieku. Po obu stronach tabernakulum stoją marmurowe posągi św. Piotra (z kluczami) i św. Pawła (z mieczem), dłuta Giuseppe Torretta z 1711 roku. Ściany prezbiterium zdobią dwa wielkowymiarowe płótna: Ostatnia Wieczerza pędzla Cesare da Conegliano z 1583 roku i Manna spadająca z nieba, przypisywana warsztatowi Paola Veronese.

#### Kaplica Eucharystii
W kaplicy Eucharystii (cappella dell'Eucarestia), z prawej strony prezbiterium, znajduje się ołtarz z czarnego marmuru, przeniesiony tutaj w 1828 roku z klasztoru Jezuitów. Prawą ścianę zdobią fragmenty XIV-wiecznych fresków z wpływami bizantyńskimi: Zdjęcie Chrystusa z Krzyża i Złożenie Chrystusa do grobu oraz głowa św. Sebastiana, płaskorzeźba Tullia Lombarda z początku XVI wieku.

#### Kaplica Anioła Stróża
Na ołtarzu kaplicy Anioła Stróża (cappella dell'Angelo Custode), z lewej prezbiterium, znajduje się XIV-wieczna grupa rzeźbiarska Madonna między drzewkami, dłuta Niccolò di Lamberti. Obraz ołtarzowy, Anioł Stróż, jest dziełem Francesca Maffei. Na ścianach kaplicy znajdują się XIX-wieczne pomniki nagrobne.

### Zakrystia
W zakrystii znajduje się Komunia Apostołów – szkic Fabia Canala do własnego fresku pod tym samym tytułem na stropie nawy. Obraz ołtarzowy, Chrystus w grobie, Maryje i św. Jan namalował Francesco Montemezzano. Flankują go obrazy: Chrystus Zmartwychwstały, pędzla Giovanniego Battisty Mariottiego i Modlitwa w Ogrójcu, pędzla Francesca Polazza.

### Nawa

#### Prawa strona

##### I ołtarz
W pierwszym ołtarzu (licząc od prezbiterium) znajduje się obraz Narodzenie Najświętszej Maryi Panny, dzieło Giovanniego Contariniego.

##### Kaplica Cornerów
Z prawej strony nawy renesansowym łukiem otwiera się kaplica Cornerów (cappella Corner). Zbudowana na planie kwadratu, sklepiona została półkulistą kopułą, wspartą czterema narożnymi kolumnami. Jako budulca do wystroju jej wnętrza użyto marmuru. W świetlistym ołtarzu kaplicy znajduje się obraz Męczeństwo św. Łucji (lub Komunia św. Łucji) autorstwa Giambattisty Tiepola z ok. 1748 roku.

##### II ołtarz
W drugim ołtarzu, nieopodal wejścia, znajduje się obraz Chrystus ukazujący się apostołom w Wieczerniku, namalowany w 1828 roku przez Sebastiana Santiego.

#### Lewa strona
Pierwszy ołtarz (licząc od prezbiterium) zdobi obraz Madonna z Dzieciątkiem, św. Józefem, św. Janem Chrzcicielem i św. Antonim Gaspare Dizaniego, natomiast drugi ołtarz - Św. Katarzyna Aleksandryjska, św. Antoni Opat, św. Hieronim i św. Jan Nepomucen Domenica Maggiotta. Pomiędzy ołtarzami znajduje się chrzcielnica oraz ambona, ozdobiona płaskorzeźbą przedstawiającą Zesłanie Ducha Świętego.

### Wewnętrzna ściana fasady
Wewnętrzną ścianę fasady zajmują XVIII-wieczne organy Nachiniego. Przy wejściu znajdują się dwa aspersoria: to po prawej stronie, przedstawiające św. Jana Chrzciciela, jest dziełem Giovanniego Battisty Piazzetty z 1698 roku, natomiast to z lewej, przedstawiające św. Piotra zrealizował w 1714 roku Heinrich Meyring.